# Forteresse d’Anevo
La forteresse d'Anevo est un château médiéval du centre de la Bulgarie, près de Sopot, dans la province de Plovdiv. Elle fut construite dans la première moitié du XIIe siècle sur une colline escarpée. L'ensemble de la forteresse faisait près de 200 mètres de long et mesurait environ 7 000 à 8 000 mètres carrés et comprenait un monastère.